# بونییر
بونییر (انگلیسی: Bonnier Group) شرکت رسانه‌ای سوئدی است، که در سال ۱۸۰۴ تأسیس شد.